# Жаргон

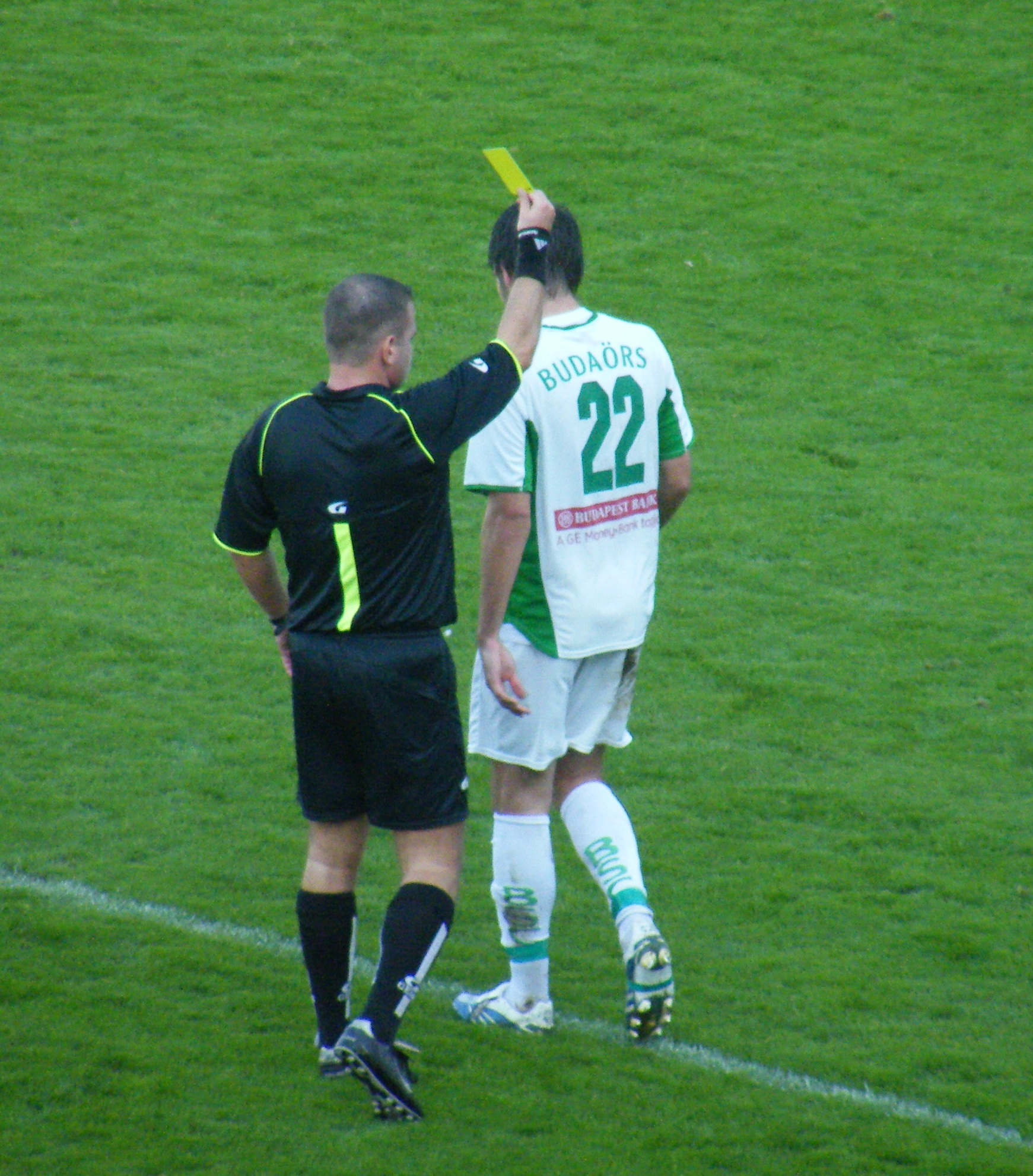
На жаргоні футбольної субкультури арбітр показує «сирну їжу» або «гірчичник» (жовту картку) гравцеві, який отримує попередження.

Жаргон або жарґон (від фр. jargon) — соціолект, відмінний від літературної мови специфічною лексикою та вимовою, але позбавлений власної граматики. Це розмовний діалект (соціолект) — специфічне мовлення, яким користуються в певній соціальній чи професійній або корпоративній групі (аристократи, бізнесмени, школярі, студенти, спортсмени, моряки, репрезентанти різних мистецтв — музики, актори, фани та ін.; в минулому — козаки, бурсаки, духівництво та ін.; нині — кримінальні типи, картярі, «нові росіяни», «нові українці» та ін.), що відрізняється від загальнонародної наявністю специфічних слів і виразів, властивих цій групі; насичене спотвореними або спеціально дібраними словами та словосполученнями, що порушують загальноприйняті мовні нормативи, замкнуте у своєму комунікативному полі, здебільшого не пов'язане з певною традицією автохтонних мовців, із властивим їм способом існування за власними, нетрадиційними для загалу, часто потаємними ігровими правилами; є умовною штучною говіркою, зрозумілою у певному середовищі; арго. До соціолектів традиційно відносять групові, або корпоративні діалекти: арґо, сленг та жаргон.
Жаргон — термінологія в стилі сленгу, якe використовують представники певної професії (галузі), групи чи субкультури. Це «жива» мова народу, яка є соціальним різновидом національної мови.

## Цитати
|  | Інколи, наведені тексти-ілюстрації є смішними, і показують реальні потенції національної мови у царині сміхового олюднення світу. |

## Історія
Німецький лінгвіст Макс Фасмер вважав, що французьке слово «jargon» походить від гало-романського gargone, що перекладається як «балаканина», але серед дослідників існують й інші версії походження цього терміна: А.Д. Михельсон вбачав у ньому похідне від фр. jars («гусак»),
А. Доза — дієслова gargouiller («булькати»).
Поняття жаргон (фр. jargon) — в первісному значенні це таємна мова французьких люмпенів XII-XV століть, і у XII столітті означало «незрозуміла мова; пташина мова». Таким жаргоном складено балади Франсуа Війона «Le jargon ou jabelin, maistre François Villon», а також мови їдиш, що склалася у XII—XIII століттях, вплинувши на створену пізніше, у XIV—XV столітті, «Книгу Самуїла», лицарський роман («Книга про Бову») тощо. Тепер для позначення таємної мови позасоціальної групи вживається термін арго.

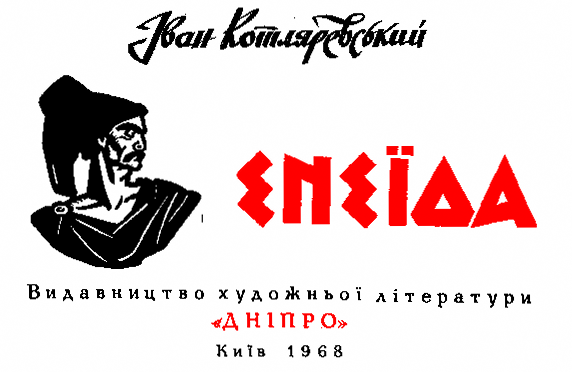
«Борщів як три не поденькуєш,
На моторошні засердчить;
І зараз тяглом закишкуєш,
І в буркуті закеньдюшить.
Коли ж що напхом з'язикаєш
І в тереб добре зживотаєш,
То на веселі занутрить».
— слова Сівілли з поеми І. Котляревського "Енеїда" можуть бути зразком "тарабарської мови" (виникає на основі метатези (перестановки складів, звуків, коренів слів), щоб зробити висловлювання незрозумілими для інших). Нею користувалися бурсаки, злодії.
«Поганий, мерзький, скверний, бридкий,
Нікчемний, ланець, кателик!
Гульвіса, пакосний, престидкий,
Негідний, злодій, єретик!»
—Дідона лає Енея.
Приклад вульгаризмів (найбільш згрубілі та лайливі форми просторічних слів та зворотів; грубі, брутальні слова і звороти). У літературній мові не використовують. Вживають переважно у мові персонажів.

Прикладом корпоративного мовлення може слугувати і лебійська мова лірників XVIII—XIX ст.: «Годі сухмаї куслюрити, хоч ставлеників накурляю» («Годі сухарі гризти, хоч вареників наварю»). До жаргону відносять також книжну мову та макаронізми. Його інколи використовують у літературних текстах («Люборацькі» А. Свидницького, «Хлопська комісія» І. Франка, «Вуркагани» І. Микитенка, «Сліпці» М. Бажана, «Антон Біда — герой труда» І. Багряного); «Енеїда» Котляревського відбила соціолект бурсацьких арготизмів полтавської духовної семінарії 1780-1789 років. 

Це не є вичерпний перелік прикладів використання жаргону письменниками.
Інколи це робиться для дотепності, інколи для підкреслення конотативності, інколи для високого стилю, або щоб продемонструвати егалітарність, або для характеристики персонажів та сфери їхньої діяльності і ін.
Див.також: Лебійська мова, Макаронічна мова, Таємна мова

## Жаргонізми
Жаргонізми — слова, вислови, граматичні форми з жаргону. Вони мають гостре емоційне забарвлення. Вони можуть переходити в загальнонародну та літературну мову, зберігаючи емоційну характеристику.
Жаргон — це ненормативна лексика. Цей кримінальний, військовий, молодіжний (і інший професійний) соціолект відрізняється використанням специфічної, соціо-стилістично забарвленої лексики, синонімічної до слів загального вжитку, а також фразеології, а часом — особливостями вимови. Жаргон виникає серед груп носіїв мови, об'єднаних спільністю професійних інтересів (медиків, комп'ютерників, викладачів, злочинців, агентів), однаковими захопленнями (жаргон мисливців, філателістів, рибалок), тривалим перебуванням у певному середовищі (військова служба, навчання). Жаргон може мати професійне спрямування. Жаргонізми переважно походять з інших емоційно забарвлених мовних категорій: діалектизмів, варваризмів, професіоналізмів тощо. Жаргонізми використовують представники певних закритих або відкритих соціальних груп з метою самоідентифікації її суб'єктів, підкреслення своєї інакшості (емфази на їх інакшості), а інколи заради зашифрованості інформації. В художньому тексті жаргонізми можуть застосовувати як засіб зображення суспільного середовиша, в тому числі мовної характеристики.
Жаргонна лексика є предметом дослідження лінгвістики, соціолінгвістики, а також сучасних наук — соціолектики та жаргонології. 
Жаргонізми — це слова, вживання яких є обмеженим нормами спілкування, прийнятими в певному соціальному середовищі (є шаром лексики обмеженого соціального вжитку). За цією причиною жаргонізми ще іменуються соціальними діалектизмами. Жаргонізмами є переважно специфічні, з емоційним забарвленням назви понять і предметів, які мають нормативні відповідники в літературній мові і, відхиляючись від неї, надають спілкуванню атмосфери невимушеності, іронічності, фамільярності тощо.
Щодо лексикографічної репрезентації російської мовної стихії в українському жаргонному лексиконі, то до таких відносяться прямі запозичення типу облом, комок, лажа, шалава, совдеп, бомж, чмо тощо, слова-кальки типу засікти, російські слова передані українською графікою; убойний, стрьомний, безпрєдєл, свєрчок. В російський жаргон в якості запозичень потрапили з української мови халява, забивати баки; українізми: гришный, цикавый, ковтать, вабить, файний, файка тощо.
Одним з поширених методів утворення нових жаргонних слів є телескопія.

### Студентський жаргон
Студентські (лексеми, які пов'язані виключно з навчальним процесом), чи молодіжний сленг використовує молодь під час неформального спілкування. Цей жаргон як специфічний соціолект виявляється передусім у своєрідній лексиці: шпора — шпаргалка, хвіст — нескладений екзамен, стипон — стипендія, висіти — приємно проводити час, випадати — сміятися, Вася — парубок тощо, в експресивній вимові.

### Молодіжний жаргон
Молодіжна жаргонна лексика, наприклад, включає такі слова, як центровий (авторитетний), бабки (гроші), прикид (одяг, манера одягатися), приколотися (отримати або створити враження), злиняти (зникнути), беха (БМВ), класно (схвально про когось), задовбати (набриднути), шкіра молодого дерматину (штучна шкіра), вінда (операційна система «Windows») тощо; для жаргону п'яничок типовим є вживання слів: бухло (алкоголь), бухати (сильно пити), конина (коньяк), бодун (похмілля) тощо; запозичення з жаргону наркоманів (глюк, кайф), кримінального арґо (дядя, лох, западло, стукач, ніштяк, на шару), англійської мови (хайпанути (англ. hype) — просувати, розкручувати когось/щось, апгрейдити (англ. upgrade) — покращити), а також великою кількістю обсценної лексики.
Молодіжний сленг — це соціолект (як об'єкт вивчення соціолінгвістики), неофіційний тип мови, який живиться лексемами арго та жаргонів. Молодіжний сленг використовують молоді люди при спілкуванні в невимушеній атмосфері серед однолітків, базується на молодіжному жаргоні та є складовою частиною молодіжного сленгу. Особливістю студентського жаргону є замкненість вікової групи, зосередженість на студентських та молодіжних реаліях, високий ступінь метафоричності та використання вульгаризмів.

#### Молодіжний жаргон в літературно-художніх творах
Переважно для створення емоційного та соціального колориту, який відповідає опису, жаргонізми використовують у літературно-художніх творах. Їх також використовують для мовленнєвої характеристики осіб, про яких йдеться. Наприклад:
|                         | Це все було просто до дрібниць: і я, і заспаний ранок, і сивий степ. Я пам'ятаю хороше тільки ранок: заплаканий у росах, молодий і трохи засоромлений сонцем, що смутне купалося у стрижні. — Ну, ну... вже й цілуватися лізе! — Кажу це до сонця, бо воно безцеремонно грається волосинками на моїй нозі, любовно оглядає забрьохану колошу на штанях і сміється з мене крильцями бджіл: «Дізік, дізік…». — Дізік?! — Я починаю сердитись, бо що таке «дізік»? Дізік — страшне для мене слово, бо воно нагадує мені про дійсність — раз, а друге — в нашій революційній термінології це є дезертир, а я, товариші, саме до них і належав! |
| — Г. Косинка, «В житах» | |

### Професійний жаргон
Професіоналізми можна почути на практичних заняттях з фахових дисциплін та під час стажування. Професійний жаргон — «це слово або вислів, що об'єднує людей однієї професії або одного роду діяльності за їх мовними ознаками». Основними особливостями професійних жаргонів є метафоричність, гра слів, каламбур.
Комп'ютерні програмісти (часто для розваги) використовують напіванглійські-напівукраїнські терміни, граючи на їх схожості з загальнонародною лексикою: насильник (програміст, який пише тільки мовою «Сі»), Синій зуб (технологія BlueTooth), мама (материнська плата); маус, мишара, щур, хом'ячок (мишка), мізки (оперативна пам'ять), пика, рильце (смайл).

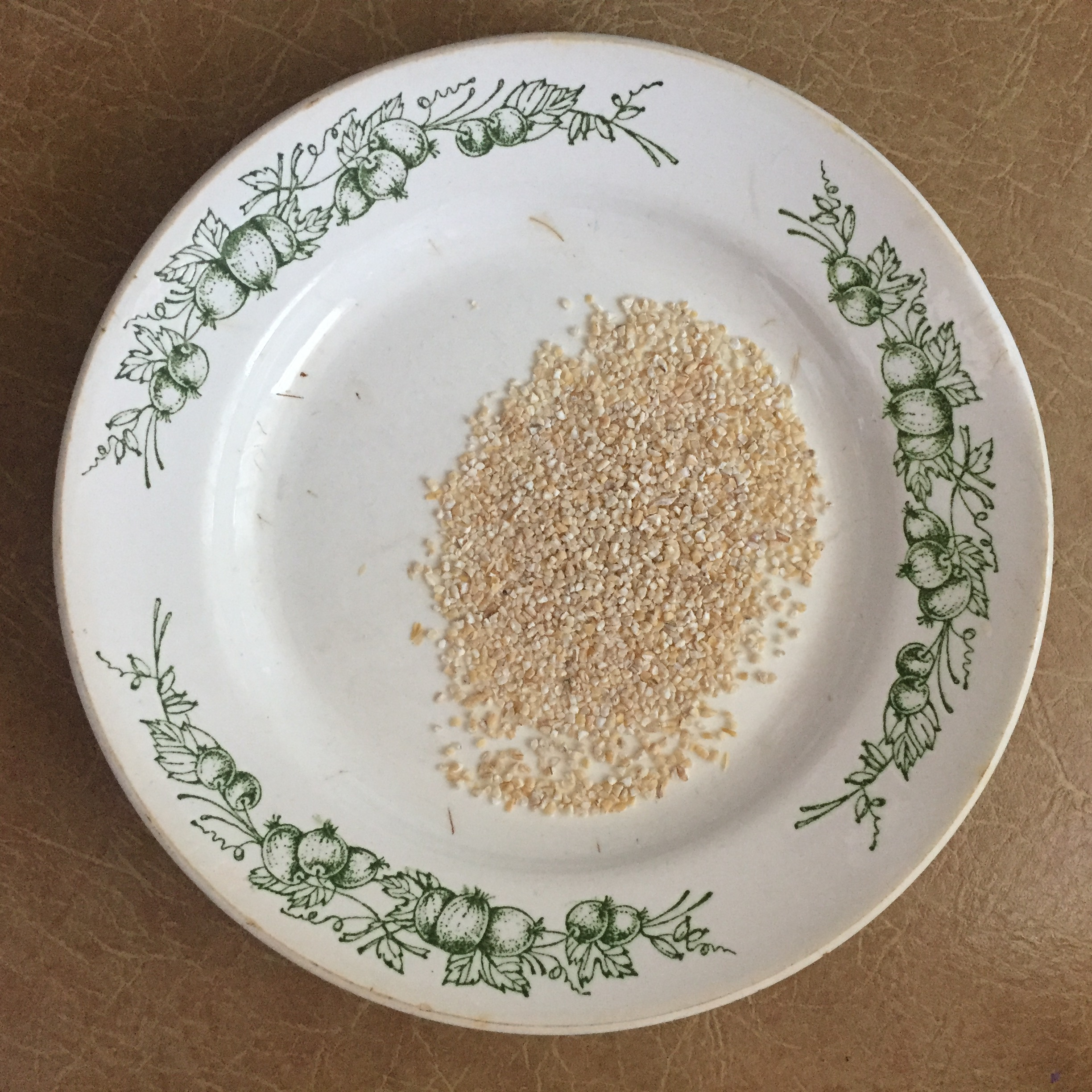
На фото — Дріб 8 — ячнева крупа, одержана шляхом дроблення ячмінного зерна. Приклад тематичної групи "Їжа" в курсантському жаргоні

Лікарі та медичний персонал (також відходячи від латинської термінології) створюють нові метафоричні лексеми на основі порівнянь та аналогій:: собача свадьба (метушня родичів хворого), качати (реанімувати), вітамін А (аміназин), сморідець (аміак), скрипаль, зебра (людина, яка намагалася перерізати вени).

### Військовий жаргон
Військовий жаргон виконує три основні функції: інформативну, спонукальну та експресивну. Він характеризується експресивністю та гумористичністю — спробою розрядити напруженість службової атмосфери, суворої дисципліни, згладити жорсткість внутрішньої ієрархії.
Деякі приклади: акваріум (засклене приміщення чергової частини), англа (навчальна дисципліна «Англійська мова»), бичок, кубік (назва автоцистерни за формою кузова), вожді (начальство), гражданка (цивільний одяг), добовуха (добове звільнення), дріб 8 (ячнева каша), перловка дріб 16 (перлова каша), кітобійня (місце інтенсивних фізичних тренувань), лізун (підлабузник).